# لاوخا أن در أونشتروت
لاوخا أن در أوتراشتوت (بالألمانية: Laucha an der Unstrut) هي بلدة ألمانية تقع في ألمانيا في ساكسونيا أنهالت.  يقدر عدد سكانها بـ 3,307 نسمة .